# Astathes violaceoplagiata
Astathes violaceoplagiata là một loài bọ cánh cứng trong họ Cerambycidae.